# Battleground 2015
Battleground 2015 è stata la terza edizione dell'omonimo evento in pay-per-view prodotto annualmente dalla WWE. L'evento si è svolto il 19 luglio 2015 allo Scottrade Center di St. Louis (Missouri).

## Storyline
Il 14 giugno, a Money in the Bank, Seth Rollins ha difeso con successo il WWE World Heavyweight Championship contro Dean Ambrose in un Ladder match. Nella puntata di Raw del 15 giugno l'Authority ha reintegrato Brock Lesnar, il quale era tornato per sfruttare la sua clausola per un rematch titolato (visto che perse il WWE World Heavyweight Championship proprio contro Rollins a WrestleMania 31), andando così a sancire un match tra Rollins e lo stesso Lesnar per Battleground. Nella puntata di Raw del 6 luglio Lesnar ha attaccato le guardie del corpo di Rollins, ossia la J&J Security (Jamie Noble e Joey Mercury), rompendo il braccio di Noble con una Kimura lock ed eseguendo un belly-to-belly suplex ai danni di Mercury sul cofano di una macchina. Nella puntata di Raw del 13 luglio, durante la firma del contratto per il match di Battleground, Lesnar ha attaccato Rollins e Kane per poi rompere la caviglia di quest'ultimo con dei gradoni d'acciaio. Dopo che Lesnar ha lasciato il ring, Rollins si è infuriato con Kane.
Nella puntata di SmackDown del 21 maggio, Dean Ambrose ha sconfitto Bray Wyatt grazie all'interferenza di Roman Reigns ai danni di Wyatt. Nella puntata di Raw del 1º giugno Reigns ha sconfitto Wyatt per mantenere il suo posto all'interno del Money in the Bank Ladder match di Money in the Bank. Il 14 giugno, a Money in the Bank, Wyatt ha interferito nell'omonimo match costando a Reigns la vittoria della valigetta. Successivamente, a Raw, è stato annunciato un match tra Reigns e Wyatt per Battleground.
Il 31 maggio, a Elimination Chamber, l'NXT Champion Kevin Owens ha sconfitto lo United States Champion John Cena. Il 14 giugno, a Money in the Bank, il rematch tra i due è terminato con la vittoria di Cena. Nella puntata di Raw del 15 giugno Owens ha sfidato Cena ad un match per lo United States Championship per Battleground; sfida che è stata poi accettata dallo stesso Cena. Il 4 luglio, a The Beast in the East, Kevin Owens ha perso l'NXT Championship a favore di Finn Bálor.
A Money in the Bank, Sheamus ha vinto l'omonimo Money in the Bank Ladder match garantendosi così un futuro match per il WWE World Heavyweight Championship. Nella puntata di Raw del 15 giugno, Randy Orton (anch'egli presente nel Ladder match di Money in the Bank) ha attaccato Sheamus dopo un suo match contro Dean Ambrose. Sheamus, più tardi, ha attaccato Orton durante il suo match contro Kane restituendo il favore. Nella puntata di Raw del 13 luglio è stato annunciato un match tra Orton e Sheamus per Battleground.
A Money in the Bank, i Prime Time Players (Darren Young e Titus O'Neil) hanno sconfitto Big E e Xavier Woods del New Day conquistando così il WWE Tag Team Championship. In seguito è stato annunciato un rematch per i titoli di coppia tra i Prime Time Players e il New Day per Battleground.
Il 31 maggio, a Elimination Chamber, R-Truth ha eliminato King Barrett dall'Elimination Chamber match valevole per il vacante Intercontinental Championship; titolo che è stato poi vinto da Ryback. Nelle successive settimane Truth ha continuato a prendere in giro Barrett, rubandogli poi la sua corona di King of the Ring. Nella puntata di Raw del 6 luglio Barrett ha sconfitto Truth; mentre nella seguente puntata di Raw lo stesso Truth ha sconfitto Barrett. In seguito è stato annunciato un match tra Truth e Barrett per il Kick-off di Battleground; match in cui Barrett dovrà difendere il suo titolo di King of the Ring.
Era inizialmente previsto un Triple Threat match per il WWE Intercontinental Championship tra il campione Ryback, Big Show e The Miz; tuttavia a causa di un'infezione da stafilococco Ryback non ha potuto prendere parte all'evento e l'incontro è stato quindi sostituito dal Triple Threat match tra Brie Bella, Charlotte e Sasha Banks.

## Risultati
| #       | Incontri | Stipulazione                                           | Durata |
| ------- | --- | ------------------------------------------------------ | ------ |
| Kickoff | King Barrett (King of the Ring) ha sconfitto R-Truth                                                                    | Single match per il titolo di King of the Ring         | 09:15  |
| 1       | Randy Orton ha sconfitto Sheamus                                                                                        | Single match                                           | 16:54  |
| 2       | I Prime Time Players (c) hanno sconfitto il New Day                                                                     | Tag team match per il WWE Tag Team Championship        | 08:50  |
| 3       | Bray Wyatt ha sconfitto Roman Reigns                                                                                    | Single match                                           | 22:42  |
| 4       | Charlotte (con Becky e Paige) ha sconfitto Brie Bella (con Alicia Fox e Nikki Bella) e Sasha Banks (con Naomi e Tamina) | Triple threat match                                    | 11:30  |
| 5       | John Cena (c) ha sconfitto Kevin Owens per sottomissione                                                                | Single match per il WWE United States Championship     | 22:11  |
| 6       | Brock Lesnar (con Paul Heyman) ha sconfitto Seth Rollins (c) per squalifica                                             | Single match per il WWE World Heavyweight Championship | 08:58  |